# Miraflores (Boyacá)
Pour les articles homonymes, voir Miraflores.
Miraflores est une municipalité située dans le département de Boyacá, en Colombie.